# Polícia privada
Polícia privada é um órgão autorizado por lei que desempenha funções de segurança pública, mas que é controlado por entidades não-governamentais, o termo também pode ser associado a policiais públicos que trabalham também para uma empresa privada de segurança pública.
A polícia privada pode desempenhar função de polícia geral ou específica como patrulha de ferrovias, estradas, fronteiras ou situações atípicas e de emergência onde é necessário reforço de segurança. Dependendo da lei e dos termos do contrato, podem variar o poder de detenção e a emissão de inquéritos, também podem atuar em conjunto com a justiça privada (arbitragem) Geralmente focam mais evitar perdas do que combate ao crime.
Vantagens apontadas na polícia privada estão na diminuição dos custos, diminuição da interferência política na atividade policial, responsabilidade contratual de proteger seus clientes podendo ser executadas caso não cumpram solicitações de ajuda e flexibilização dos serviços dependendo da situação do ambiente.
Desvantagens incluem tensão entre as relações da polícia pública com a privada, falta de fiscalização das empresas e lobby.